# Girobifastigio
In geometria solida, il girobifastigio è un poliedro di 8 facce che può essere costruito unendo due prismi triangolari per una faccia laterale in modo da far combaciare le due facce e quindi girando uno dei due prismi di un quarto di giro.

## Caratteristiche
Nel caso in cui tutte le sue facce siano poligoni regolari, il girobifastigio, il cui nome deriva dal termine latino "fastigium", che significa "tetto spiovente" e da cui deriva anche il termine italiano "fastigio", diventa uno dei 92 solidi di Johnson, in particolare quello indicato come J26, ossia un poliedro strettamente convesso avente come facce dei poligoni regolari ma comunque non appartenente alla famiglia dei poliedri uniformi.
La posizione del girobifastigio all'interno dell'elenco dei solidi di Johnson subito prima delle bicupole è spiegata tenendo conto del fatto che esso può essere visto come una "girobicupola digonale". Così come le altre cupole regolari hanno una sequenza di quadrati e triangoli alternati che circondano le loro basi aventi una il doppio dei lati dell'altra, allo stesso modo nel girobifastigio si ha, per ognuna delle sue metà, due quadrati alternati a due triangoli posti attorno a un quadrato e a un segmento.
Considerando spazi a più di 3 dimensioni il girobifastigio può essere anche ottenuto come figura al vertice di un p-q antiduoprisma non uniforme considerando {\displaystyle p} e {\displaystyle q} maggiori di 2.

## Coordinate cartesiane e formule
Consideranto un girobifastigio avente facce regolari e spigoli di lunghezza unitaria, le coordinate cartesiane dei suoi vertici possono essere facilmente derivate dalla formula dell'altezza di una delle sue facce triangolari, {\displaystyle h={\frac {\sqrt {3}}{2}},} ottenendo
{\displaystyle \left(\pm {\frac {1}{2}},\pm {\frac {1}{2}},0\right),\left(0,\pm {\frac {1}{2}},{\frac {{\sqrt {3}}+1}{2}}\right),\left(\pm {\frac {1}{2}},0,-{\frac {{\sqrt {3}}+1}{2}}\right).}
Chiamando {\displaystyle a} la lunghezza dello spigolo del girobifastigio, le formule per il calcolo del volume {\displaystyle V} e della superficie {\displaystyle A} risultano essere:
{\displaystyle V={\frac {\sqrt {3}}{2}}a^{3}\approx 0,86603\ldots a^{3};}
{\displaystyle A=\left(4+{\sqrt {3}}\right)a^{2}\approx 5,73205\ldots a^{2}.}

## Poliedro duale
Il poliedro duale del girobifastigio è un poliedro avente un totale di 8 facce: 4 forma di triangolo isoscele e 4 a forma di parallelogramma.

## Poliedri e tassellature dello spazio correlati

### Tassellature spaziali
Il girobifastigio è l'unico solido di Johnson che può essere utilizzato da solo per creare una tassellatura dello spazio completa, chiamata tassellatura dello spazio prismatica triangolare girata.

Questo poliedro è uno dei cinque poliedri convessi con facce regolari che possono essere utilizzati per realizzare una tassellatura spaziale completa assieme al cubo, all'ottaedro troncato, al prisma triangolare e al prisma esagonale.

### Poliedri topologicamente equivalenti

Un biprisma di Schmitt–Conway–Danzer.

Il biprisma di Schmitt-Conway-Danzer è un poliedro topologicamente equivalente al girobifastigio ma con facce a forma di triangoli irregolari e parallelogrammi. Così come il girobifastigio anche questo poliedro può tassellare completamente lo spazio ma solamente aperiodicamente o con una simmetria elicoidale e non con una simmetria tridimensionale. Esso quindi fornisce una soluzione parziale al problema dell'einstein tridimensionale.